# Monticola
Monticola es un género de aves paseriformes perteneciente a la familia Muscicapidae. Hasta 2004 se clasificaba en la familia Turdidae. Sus especies comparten el nombre común de roqueros.
Las especies del género son principalmente aves insectívoras u omnívoras, de tamaño mediano, todas asociadas a regiones montañosas de Eurasia y África. Tres especies en el pasado se clasificaron el género Pseudocossyphus.

## Especies
Las especies que conforman el género son:
- Monticola semirufus – roquero abisinio;
- Monticola rupestris – roquero de El Cabo;
- Monticola explorator – roquero centinela;
- Monticola brevipes – roquero de Namibia;
- Monticola angolensis – roquero angoleño;
- Monticola saxatilis – roquero rojo;
- Monticola rufocinereus – roquero chico;
- Monticola solitarius – roquero solitario;
- Monticola rufiventris – roquero imitador;
- Monticola cinclorhyncha – roquero capiazul;
- Monticola gularis – roquero de gorgiblanco;
- Monticola imerina – roquero litoral;
- Monticola sharpei - roquero de Sharpe.

## Galería

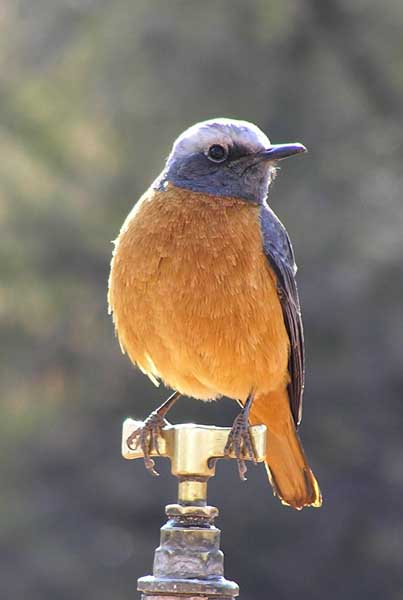
Monticola brevipes
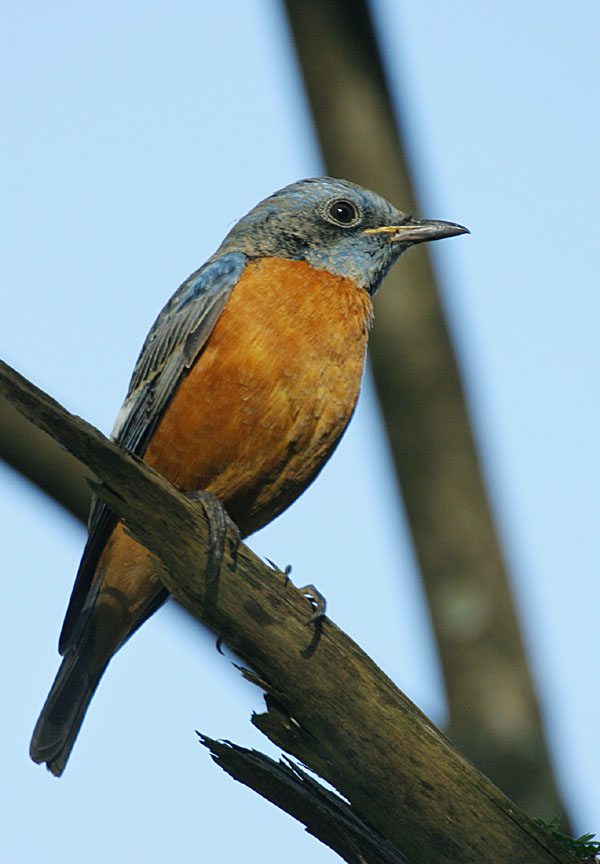
Monticola cinclorhyncha
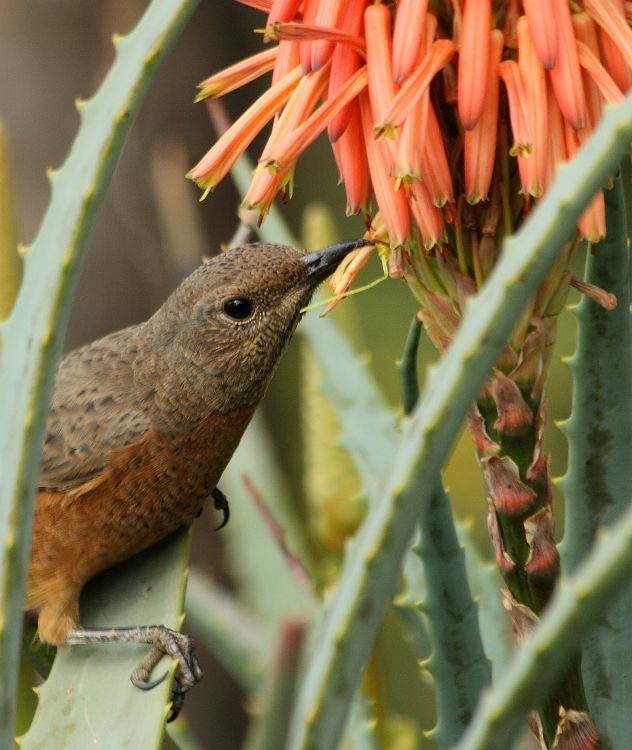
Monticola rupestris
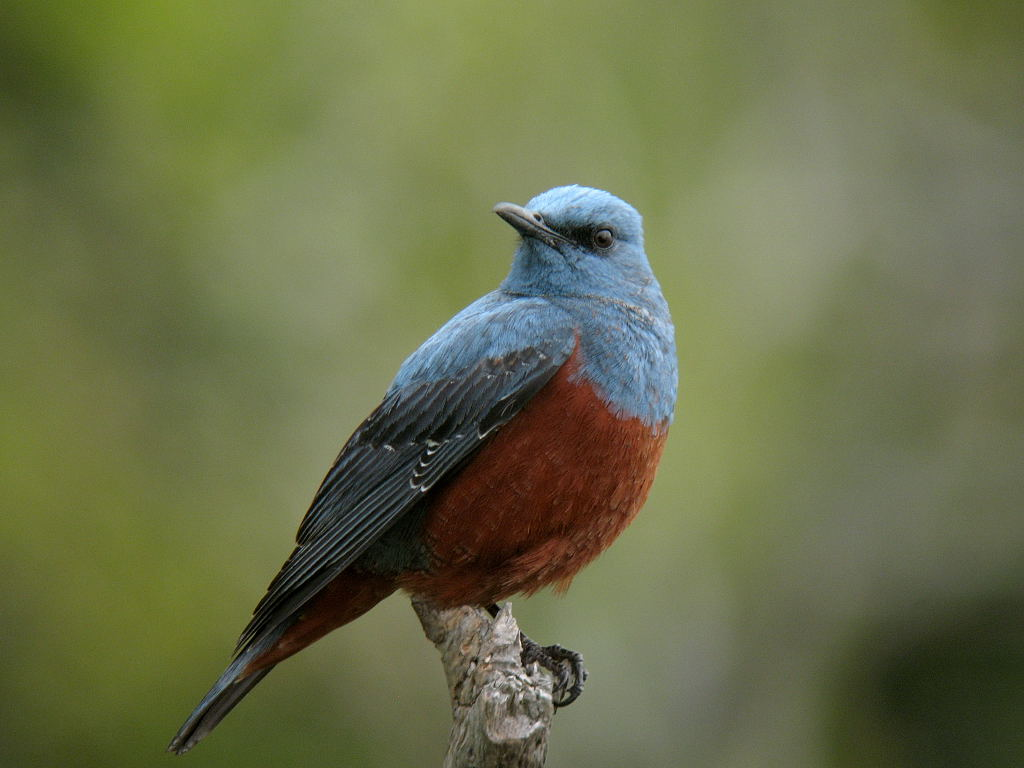
Monticola solitarius
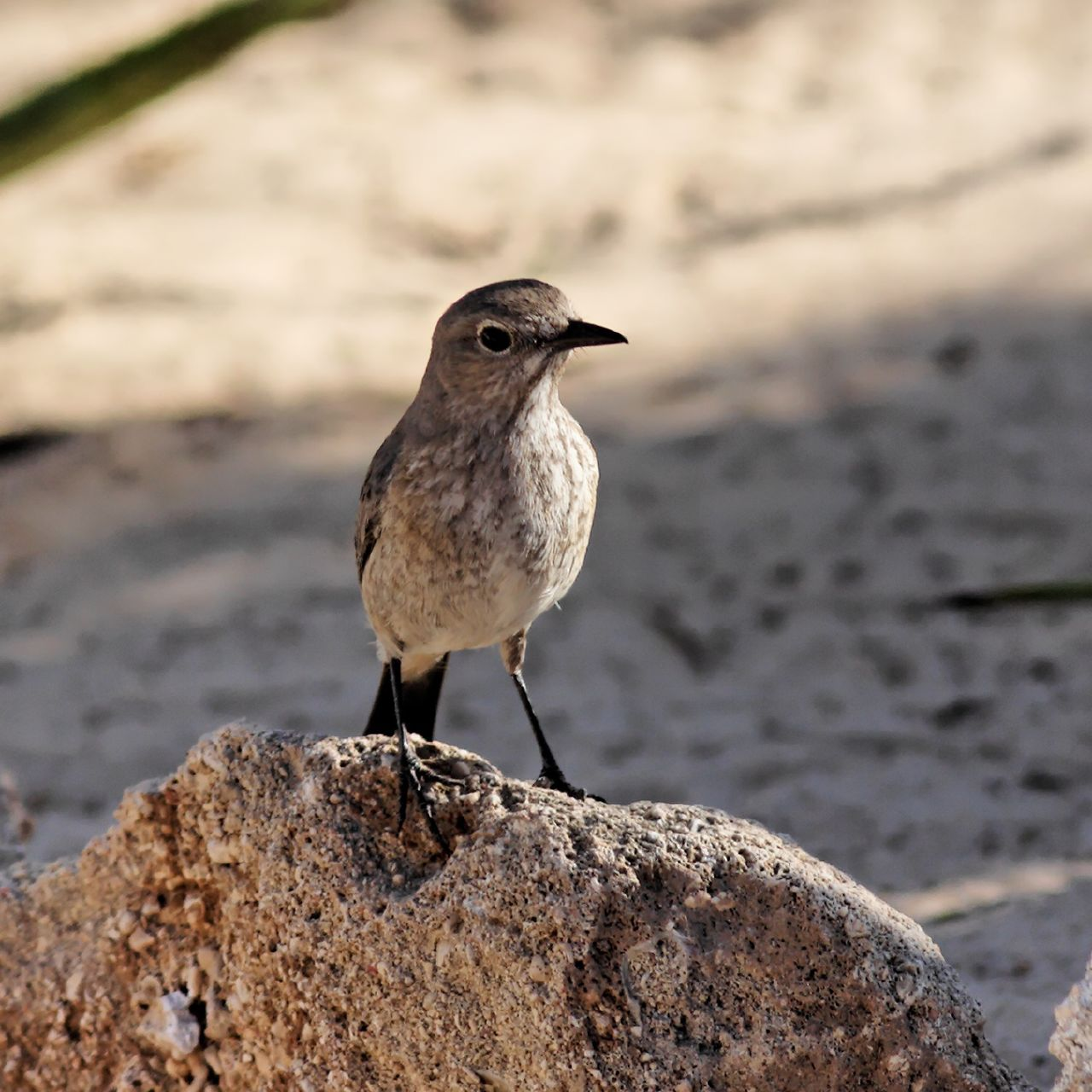
Monticola imerina
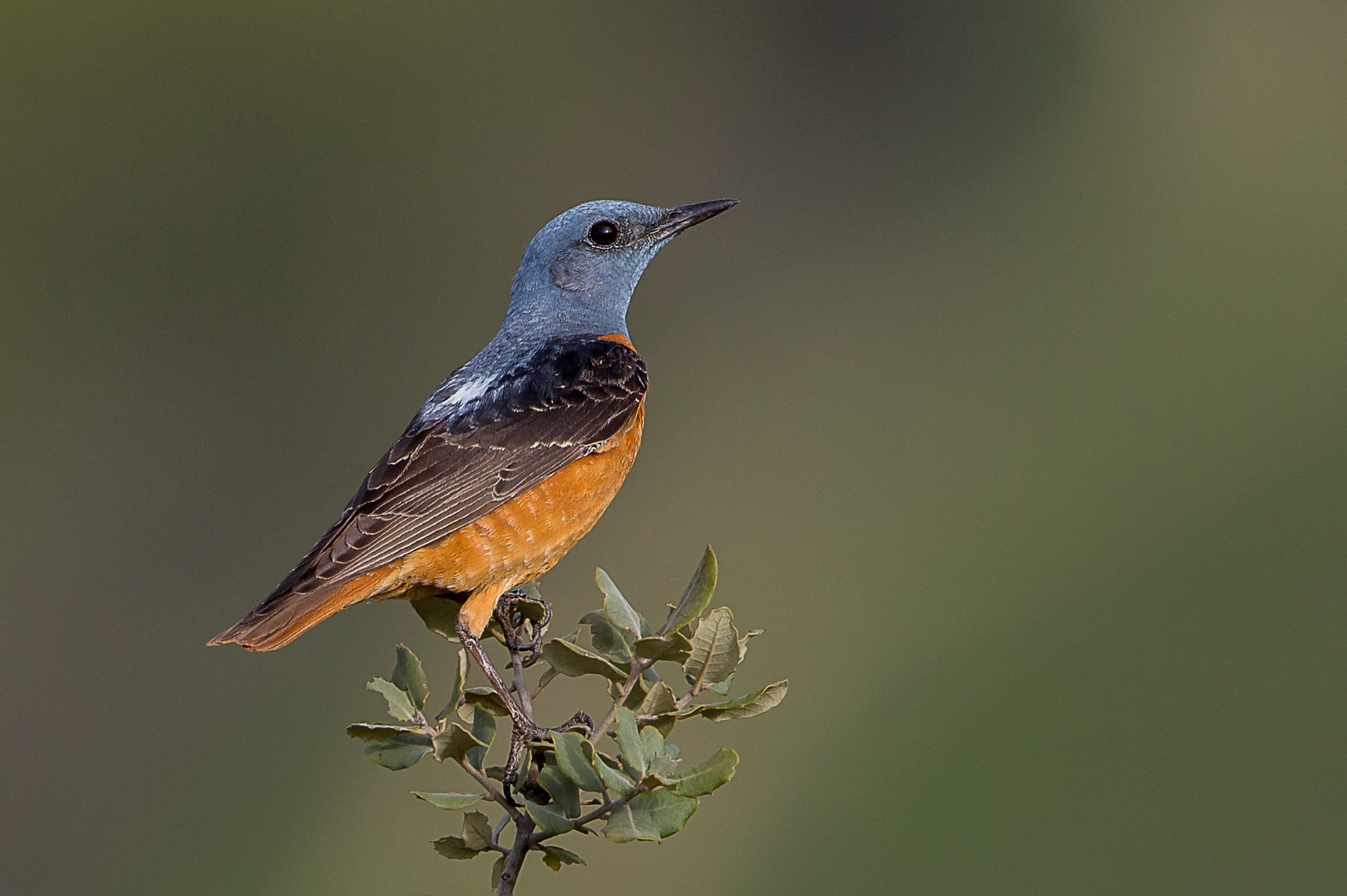
Monticola saxatilis